# Microrregión de Parauapebas
La microrregión de Parauapebas es una de las microrregiones del estado brasileño del Pará perteneciente a la mesorregión del Sudeste Paraense. Su población fue estimada en 2006 por el IBGE en 199.243 habitantes y está dividida en cinco municipios. Posee un área total de 23.056,372 km².

## Municipios
- Água Azul do Norte
- Canaã dos Carajás
- Curionópolis
- Eldorado dos Carajás
- Parauapebas

- Datos: Q576278